# Larry Brown (basketballer)
Lawrence (Larry) Harvey Brown (Brooklyn, 14 september 1940) is een Amerikaans basketballer, die als coach met de Detroit Pistons het NBA-kampioenschap won in het seizoen 2003/04. Hij won als speler en vooral als coach veel prijzen in het Amerikaanse basketbal en met het nationale team. Met name om zijn prestaties als coach is hij opgenomen in de Basketball Hall of Fame.

## Carrière
Van 1960 tot 1963 speelde Brown collegebasketbal als guard voor de North Carolina Tar Heels. In 1961 won hij goud op de Maccabiade met de Amerikaanse ploeg. In 1963 werd hij door de Baltimore Bullets als 55e gekozen, in de zevende ronde van de draft, maar hij werd te klein geacht om in de NBA te spelen en kreeg geen contract. Hij tekende daarop voor Akron Wingfoots in de NABL. Als guard won hij met de Amerikaanse ploeg goud bij de Olympische Spelen van 1964. In 1965 werd hij bij de Tar Heels assistent van coach Dean Smith, maar na twee seizoenen wilde hij weer als speler aan de slag.
In 1967 speelde hij in het eerste seizoen van de ABA voor de New Orleans Buccaneers. In 1969 was hij gedurende twee maanden hoofdcoach bij de Davidson Wildcats maar leidde nooit een wedstrijd. In 1968 tekende hij als speler een contract bij de Oakland Oaks. Hij bleef daar spelen terwijl het team in de volgende twee seizoenen twee keer verhuisde en hernoemd werd: eerst tot Washington Caps en daarna tot Virginia Squires. In het seizoen 1971/72 speelde hij een laatste seizoen in de ABA bij de Denver Rockets. Hij verliet de ABA niet, maar werd hoofdcoach van de Carolina Cougars en daarna de van 1974 tot 1979 voor Denver Nuggets. De eerste twee jaar als de Denver Rockets in de ABA en dan vier jaar met de Nuggets in de NBA. Van 1979 tot 1982 was hij coach van de UCLA Bruins waarmee hij in 1980 de finale haalde van de NCAA-toernooi, maar deze prestatie werd geschrapt omdat twee spelers niet speelgerechtigd waren. In 1981 keerde hij terug naar de NBA hij ging aan de slag bij de New Jersey Nets en bleef er tot in 1983.
In 1983 keerde hij terug naar het collegebasketbal en ging aan de slag als hoofdcoach van de Kansas Jayhawks. Hij haalde meerdere goede resultaten, waaronder een nationale titel. In 1988 keerde hij terug naar de NBA om de San Antonio Spurs te coachen. Hij behaalde met de Spurs twee titels in de Midwest Division van de Western Conference, maar werd in januari 1992 ontslagen. Op zeven februari 1992 werd hij aangesteld bij de Los Angeles Clippers waarmee hij twee keer de NBA Play-offs haalde. In 1993 tekende hij een contract bij de Indiana Pacers waarmee hij twee keer de NBA Conference Finals haalde. In 1997 nam hij ontslag bij de club en tekende hetzelfde jaar bij de Philadelphia 76ers waarmee hij in 2001 de finale van de play-offs haalde. Hij werd dat seizoen verkozen tot coach van het jaar.
Voor het seizoen 2003/04 tekende hij bij de Detroit Pistons waarmee hij in zijn eerste jaar meteen kampioen werd. In de finale versloegen ze de Los Angeles Lakers in vier wedstrijden. Brown werd daarmee de eerste coach die zowel een NCAA- en NBA-titel behaalde. Het jaar erop slaagde hij er opnieuw in om de finale te behalen, maar verloor van de San Antonio Spurs in zeven wedstrijden. Na meerdere geruchten dat hij ging tekenen bij andere teams kochten de Pistons hem uit en lieten hem tekenen bij de New York Knicks, waar hij de bestbetaalde coach in de NBA werd. Hij werd gekozen als bondscoach om het Amerikaanse team te leiden op de Olympische Spelen van 2004, waar ze brons wonnen. Het was het eerste Amerikaanse ploeg die geen goud won sinds er NBA-spelers werden geselecteerd. Met de Knicks behaalde Brown op 13 januari 2006 zijn 1000e overwinning in de NBA, tegen de Atlanta Hawks. Hij komt daarmee naast Lenny Wilkens, Don Nelson en Pat Riley die ook allen de Knicks hebben gecoacht tijdens hun carrière. In 2007 ging hij aan de slag bij de Philadelphia 76ers. waar hij deel uitmaakte van het bestuur.
Al in april 2008 nam hij bij de Philadelphia 76ers ontslag en nog in dezelfde maand tekende hij een contract bij de Charlotte Bobcats, die hij naar de play-offs leidde. De Bobcats waren het achtste team waarmee hij de play-offs bereikte, wat een record was. In december 2010 werd hij met heel zijn staf ontslagen. Van 2012 tot 2016 werd hij opnieuw coach in het collegebasketbal, bij de SMU Mustangs, die hij naar hun eerste play-offs leidde sinds 1993. Na zijn ontslag in 2016 was hij een tijdje afwezig als coach, tot hij in 2018 in Italië een contract tekende bij Auxilium Torino. Lang duurde zijn buitenlandse avontuur echter niet, want nog in december werd hij ontslagen. In 2021 keerde hij opnieuw terug naar het collegebasketbal als assistent van Penny Hardaway bij de Memphis Tigers.

## Karakteristiek
Larry Brown staat bekend als de coach die altijd vertrekt: 'het is niet de vraag of hij gaat, maar wanneer.' Bij slechts vier van de dertien teams die hij anno 2010 had geleid was hij meer dan twee seizoenen gebleven. In bijna een halve eeuw coaching was zijn langste verbintenis de zes jaar bij de Philadelphia 76ers, zijn kortste een zomer zonder wedstrijden bij de Davidson Wildcats. Hij is een coaches coach die door veel van zijn collega's bewonderd wordt, maar hij is keihard voor zijn spelers. Hij beschouwt basketbal als een levenswijze die zich ook uitstrekt tot buiten de sport en samengevat wordt als The Right Way, de juiste weg. Een dergelijke levenshouding met respect voor anderen en voor het basketbal eist hij ook van zijn spelers, wat tot legendarische aanvaringen met Allen Iverson heeft geleid: Browns poëzie van het basketbal botste met Iversons oorlog om de bal. Brown stond erom bekend soms de voorkeur te geven aan spelers die in zijn filosofie pasten boven meer getalenteerde spelers.

## Privéleven
In 1947, toen Larry Brown zes jaar was, stierf zijn vader aan een aneurysma, vier maanden na een hartaanval. Zijn moeder daarentegen werd 106 jaar oud en overleed in 2011. Hij heeft één broer, Herb, die ook actief was als coach in de NBA. Hij heeft een zoon en dochter die meer dan vijftig jaar jonger zijn dan hij.

## Erkenning

### Erelijst als speler
- ABA kampioen: 1969
- ABA All-Star: 1968, 1969, 1970
- ABA All-Star Game MVP: 1968
- ABA assists leader: 1968, 1969, 1970
- All-ABA Second Team: 1968
- Maccabiade: 1961
- Olympische Zomerspelen: 1964

### Erelijst als coach
- NBA kampioen: 2004
- ABA Coach of the Year: 1973, 1975, 1976
- NBA Coach of the Year: 2001
- NBA All-Star Game head coach: 1977, 2001
- Olympische Zomerspelen: 2004
- Wereldkampioenschap: 2003
- Chuck Daly Lifetime Achievement Award
- Basketball Hall of Fame: 2002
- College Basketball Hall of Fame: 2006

### Erelijst als assistent-coach
- Olympische Spelen: 2000

### Algemeen
- Vooral voor zijn prestaties als coach: Basketball Hall of Fame: 2002[1][18]
- Chuck Daly Lifetime Achievement Award van de National Basketball Coaches Association: 2021.[1][19]

4 Jim Barnes · 
5 Bill Bradley · 
6 Larry Brown · 
7 Joe Caldwell · 
8 Mel Counts · 
9 Richard Davies · 
10 Walt Hazzard · 
11 Lucious Jackson · 
12 Pete McCaffrey · 
13 Jeff Mullins · 
14 Jerry Shipp · 
15 George Wilson · 
Coach Henry Iba
11 Brown · 
12 Logan · 
14 Critchfield · 
24 Barry · 
30 Bradds · 
31 Jabali · 
32 Clawson · 
33 Harge · 
34 Moe · 
40 Peterson · 
42 Eakins · 
Coach Hannum
1 Billups · 
3 B. Wallace · 
7 James · 
8 Ham · 
10 Hunter · 
13 Okur · 
22 Prince · 
31 Miličić · 
32 Hamilton · 
34 Williamson · 
36 R. Wallace · 
41 Campbell · 
Coach Brown
- Library of Congress Control Number: n97020869
- Virtual International Authority File: 36194287